# Steinbeck- und Arrenberger Rotte
Die Steinbeck- und Arrenberger Rotte (Schreibweise 1836: Steinbeck- und Arenberger Rotte) war bis zum 19. Jahrhundert eine der untersten Verwaltungseinheiten im ländlichen Außenbezirk der bergischen Stadt Elberfeld und des Kirchspiels Elberfeld im Kreis Elberfeld des Regierungsbezirks Düsseldorf innerhalb der preußischen Rheinprovinz.
Laut der Statistik und Topographie des Regierungsbezirks Düsseldorf von 1832 gehörten zu der Rotte folgende Ortschaften und Wohnplätze: An den Hütten, Im Siepen, In der Dalster, In der Ossenbeck, In der untersten Steinbach, Oberstes Arrenberg und Vor’m Arrenberg.